# Article 87 de la Constitution de la Cinquième République française
Article 86
 Abrogé Article 88
L'article 87 de la Constitution de la Cinquième République française prévoit une solidarité et une coopération entre les pays de la francophonie. Cet article, qui existait autrefois avec un autre contenu, a été rétabli par la révision constitutionnelle du 23 juillet 2008.

## Texte

### Texte actuel
« La République participe au développement de la solidarité et de la coopération entre les États et les peuples ayant le français en partage. »

### Ancien texte
La Constitution comprenait à l'origine les articles 77 à 87 inclus,, relatifs à la « Communauté française ». Celle-ci devait regrouper la France et les peuples des colonies d'outre-mer. Cette Communauté n'ayant jamais été mise en œuvre, toutes les dispositions qui la concernaient ont été supprimées lors d'une révision constitutionnelle en 1995.

## Contenu
Amélie Dionisi-Peyrusse et Benoît Jean-Antoine remarquent que cet article parachève un processus d'unification linguistique autour de la France avec cet article, qui constitutionnalise la francophonie.
Guy Carcassonne qualifie l'article de « neutron constitutionnel »[pas clair].